# Вејкфилд (Небраска)
Вејкфилд (енгл. Wakefield) град је у америчкој савезној држави Небраска.

## Демографија
По попису из 2010. године број становника је 1.451, што је 40 (2,8%) становника више него 2000. године.
| Група             | 2000.         | 2010.       |
| Белци             | 1.142 (80,9%) | 935 (64,4%) |
| Афроамериканци    | 0 (0,0%)      | 6 (0,4%)    |
| Азијати           | 6 (0,4%)      | 7 (0,5%)    |
| Хиспаноамериканци | 246 (17,4%)   | 488 (33,6%) |
| Укупно            | 1.411         | 1.451       |